# Planaltina (genre)
Pour les articles homonymes, voir Planaltina.
Genre
Planaltina est un genre de poissons téléostéens de la famille des Characidae (ordre des Characiformes).

## Liste d'espèces
Selon World Register of Marine Species (6 juillet 2023) :
- Planaltina britskii Menezes, Weitzman & Burns, 2003
- Planaltina glandipedis Menezes, Weitzman & Burns, 2003
- Planaltina kaingang Deprá, da Graça, Pavanelli, Avelino & Oliveira, 2018
- Planaltina myersi Böhlke, 1954

## Systématique
Le nom valide complet (avec auteur) de ce taxon est Planaltina Böhlke (d), 1954.

## Étymologie
Le nom générique, Planaltina, fait référence à Planaltina, la municipalité brésilienne de l'État de Goiás qui est la localité type de l'espèce type du genre, Planaltina myersi.

## Publication originale
- (en) J.E. Böhlke, « Studies on fishes of the family Characidae. No. 7. A new genus and species of glandulocaudine characids from Central Brazil », Stanford Ichthyological Bulletin, vol. 4, no 4,‎ 1954, p. 265-274 (ISSN 0097-0670).